# ویجا سلمینز
ویجت سلمینز (تلفظ VEE-ya SELL-muns; لتونیایی: ویجا سلمیز با تلفظ TSEL-meen-ya) یک هنرمند تجسمی آمریکایی لتونیایی است که بیشتر به خاطر نقاشی‌ها و نقاشی‌های واقع‌گرایانه از محیط‌های طبیعی و پدیده‌هایی مانند اقیانوس، تار عنکبوت، میدان‌های ستاره‌ای و صخره‌ها شهرت دارد. کارهای قبلی او شامل مجسمه‌های پاپ و نقاشی‌های نمایشی تک رنگ بود. او که در شهر نیویورک مستقر است، موضوع بیش از چهل نمایشگاه انفرادی از سال ۱۹۶۵، و بازنگری‌های بزرگ در موزه هنر مدرن، موزه هنر آمریکایی ویتنی، موزه هنر شهرستان لس آنجلس، موزه هنر مدرن سانفرانسیسکو، موسسه بوده‌است. هنرهای معاصر، لندن و مرکز پمپیدو، پاریس.

## زندگی‌نامه
ویجا سلمینا در ۲۵ اکتبر ۱۹۳۸ در ریگا، لتونی به دنیا آمد. پس از اشغال لتونی توسط اتحاد جماهیر شوروی در سال ۱۹۴۰، در طول جنگ جهانی دوم، والدین او به همراه او و خواهر بزرگترش اینتا به آلمان، سپس تحت رژیم نازی گریختند. پس از پایان جنگ، خانواده در اردوگاه پناهندگان لتونی تحت حمایت سازمان ملل در Esslingen am Neckar، بادن-وورتمبرگ زندگی کردند. در سال ۱۹۴۸، خدمات جهانی کلیسا خانواده را به ایالات متحده، برای مدت کوتاهی در شهر نیویورک و سپس در ایندیاناپولیس، ایندیانا، منتقل کرد. با حمایت یک کلیسای محلی لوتری، پدرش به عنوان نجار کار کرد و مادرش در خشکشویی بیمارستان. ویجا ده ساله بود و انگلیسی صحبت نمی‌کرد، که باعث شد روی طراحی تمرکز کند و معلمانش را تشویق به خلاقیت و نقاشی بیشتر کند.
در سال ۱۹۵۵، او وارد مدرسه هنر جان هرون در ایندیاناپولیس شد، جایی که او گفته‌است که برای اولین بار در زندگی خود احساس غریبگی نمی‌کند. در سال ۱۹۶۱ او برای شرکت در یک جلسه تابستانی در دانشگاه ییل موفق به دریافت کمک هزینه تحصیلی شد و در آنجا با چاک کلوز و بریس ماردن آشنا شد که دوستان صمیمی باقی ماندند. در این زمان بود که او شروع به مطالعه نقاش طبیعت بی جان ایتالیایی جورجیو موراندی کرد و آثار انتزاعی نقاشی کرد. در سال ۱۹۶۲ از هرون با مدرک BFA فارغ‌التحصیل شد و به ونیز، لس آنجلس نقل مکان کرد تا در دانشگاه کالیفرنیا در لس آنجلس، MFA را دنبال کند و در سال ۱۹۶۵ فارغ‌التحصیل شد. در UCLA، او از آزادی لذت می‌برد، دور بودن از والدینش، که منجر به کاوش‌های هنری بیشتر شد. او تا سال ۱۹۸۰ در ونیز زندگی کرد و به نقاشی و مجسمه‌سازی مشغول بود و به عنوان مربی در کالج ایالتی کالیفرنیا، دانشگاه کالیفرنیا، ایروین و موسسه هنر کالیفرنیا در والنسیا کار می‌کرد.
در سال ۱۹۸۱، به دنبال دعوت به تدریس در مدرسه نقاشی و مجسمه‌سازی اسکوهگان، او برای همیشه به شهر نیویورک نقل مکان کرد و می‌خواست به هنرمندان و هنری که دوست داشت نزدیکتر شود. او همچنین به نقاشی بازگشت که دوازده سال آن را رها کرده بود و در آن زمان عمدتاً با مداد کار می‌کرد. او بعداً به استفاده از حکاکی روی چوب و سپس پاک کن و زغال چوب روی آورد و چاپگری را به کارنامه خود اضافه کرد. از آن زمان، او در یک کلبه در ساگ هاربر، نیویورک، و یک اتاق زیر شیروانی استودیویی در خیابان کراسبی در سوهو، منهتن کار کرده‌است. در طول دهه ۱۹۸۰، او همچنین در اتحادیه کوپر و دانشکده هنر دانشگاه ییل تدریس کرد.

## کارها
کارهای اولیه ویجا سلمینز که در دهه ۱۹۶۰ در کالیفرنیا کار می‌کرد، به‌طور کلی در نقاشی فوتورئالیستی و مجسمه‌سازی با الهام از پاپ، بازنمایی بود. او اشیاء معمولی مانند تلویزیون، لامپ، مداد، پاک کن و عکس‌های تک رنگ نقاشی شده را بازسازی کرد. موضوع اصلی در نقاشی‌ها خشونت یا درگیری بود، مانند هواپیماهای جنگی، تفنگ‌های دستی و تصاویر شورش. نگاهی به گذشته از آثار ۱۹۶۴–۱۹۶۶ توسط مجموعه منیل با همکاری موزه هنر شهرستان لس آنجلس در سال ۲۰۱۰ سازماندهی شد. او مالکوم مورلی و جاسپر جانز را به عنوان تأثیرگذاران این دوره ذکر کرده‌است.
در اواخر دهه ۱۹۶۰ تا ۱۹۷۰، او نقاشی را رها کرد، و بر روی مداد گرافیتی تمرکز کرد، نقاشی‌های فوتورئالیستی بسیار دقیق را بر اساس عکس‌هایی از عناصر طبیعی مانند سطح اقیانوس یا ماه، داخل پوسته‌ها و نمای نزدیک خلق کرد. از سنگ‌ها منتقدان اغلب رویکرد پرزحمت او را با معاصران چاک کلوز و گرهارد ریشتر مقایسه می‌کنند، و او از جورجیو موراندی، استاد طبیعت بی‌جان خاکستری کم‌رنگ، به‌عنوان تأثیر عمده یاد کرده‌است. این آثار همچنین با ریشتر تصادفی ظاهری و در نتیجه نگرش ظاهراً بی‌علاقه‌ای دارند. گویی هر عکسی به عنوان منبعی برای یک نقاشی عمل می‌کند، و انتخاب ظاهراً بی‌اهمیت است. البته این چنین نیست، اما اثر این تصور را در خود دارد که تصویر به‌طور تصادفی از میان مجموعه ای بی پایان از تصاویر جایگزین احتمالی با ماهیت مشابه انتخاب شده‌است.
در پایان این دوره، از سال ۱۹۷۶ تا ۱۹۸۳، سلمینز نیز به مجسمه‌سازی بازگشت به نحوی که علاقه او به فوتورئالیسم را در خود جای داد. او مجموعه‌ای از ریخته‌گری‌های برنزی، سنگ‌های رنگ‌آمیزی اکریلیک، کپی‌های دقیق سنگ‌هایی را که در امتداد ریو گراند در شمال نیومکزیکو پیدا کرد، تولید کرد، با یازده نمونه در MoMA (عکس‌ها را ببینید). در سال ۱۹۸۱، او به نقاشی بازگشت، از این نقطه به بعد، همچنین با حکاکی روی چوب و چاپ، و به‌طور عمده در زغال چوب با طیف گسترده‌ای از پاک کن‌ها کار می‌کرد - اغلب فضای منفی را کاوش می‌کرد، به‌طور انتخابی تاریکی را از تصاویر حذف می‌کرد، و به کنترل ظریف خاکستری دست می‌یافت. تن.
از اوایل دهه ۱۹۸۰ به بعد، سلمینز با استفاده از این تکنیک‌های مختلف، بر روی صورت‌های فلکی، ماه و اقیانوس‌ها تمرکز کرد، تعادلی بین انتزاع و فوتورئالیسم. در سال ۲۰۰۰، او شروع به تولید تارهای عنکبوت متمایزی و متمایز کرد، دوباره تصاویر منفی در روغن یا زغال چوب، که مورد تحسین منتقدان قرار گرفت، با توجه ویژه به رشد و درخشندگی دقیق سطح او. او گفته‌است که همه این آثار بر اساس عکس هستند و او تلاش قابل توجهی را روی سطوح ساخته شده از تصاویر انجام می‌دهد. ایندیپندنت در سال ۱۹۹۶ در بررسی گذشته نگر ۳۰ ساله او در مؤسسه هنرهای معاصر لندن، از او به عنوان «بهترین راز هنر آمریکایی» نام برد.
منتقدان اغلب خاطرنشان کرده‌اند که آثار سلمینز از اواخر دهه ۱۹۶۰ - مناظر ماه، سطوح اقیانوس، میدان‌های ستاره‌ای، صدف‌ها و تار عنکبوت، اغلب در ویژگی نداشتن نقطه مرجع مشترک هستند: بدون افق، عمق میدان، لبه یا نشانه‌ها. برای قرار دادن آنها در متن مکان، صورت فلکی، یا نام علمی همه ناشناخته هستند - هیچ اطلاعاتی ارائه نشده‌است.
از سال ۲۰۰۸، سلمینز با نقاشی‌هایی از نقشه‌ها و کتاب‌ها، و همچنین استفاده‌های فراوان از قرص‌های گرافیتی کوچک - تخته‌های سیاه دستی - به اشیاء و کارهای نمایندگی بازگشت. او همچنین چاپ‌های سری از امواج، تار عنکبوت، صدف‌ها و کف‌های بیابانی که اکنون شناخته شده بود، تولید کرد، که بسیاری از آنها در گالری مک کی در ژوئن ۲۰۱۰ به نمایش گذاشته شدند. او اخیراً سری جدیدی از چاپ‌ها را منتشر کرده‌است که شامل هر دو آسمان شب و میزانسن امواج است. این آثار در گالری متیو مارکز در ژانویه، فوریه و مارس ۲۰۱۸ و گالری سینور و شاپ مارکت در فوریه و مارس ۲۰۱۸ به نمایش گذاشته شد

## نمایشگاه‌ها
آثار سلمینز موضوع بیش از چهل نمایشگاه انفرادی در سراسر جهان از سال ۱۹۶۵، صدها نمایشگاه گروهی بوده‌است. پس از آنکه فروشنده قدیمی او، گالری مک کی در نیویورک، بسته شدن خود را در سال ۲۰۱۵ اعلام کرد، سلمینز در حال حاضر توسط گالری متیو مارکس نمایندگی می‌شود.

## مجموعه‌ها
آثار سلمینز در مجموعه‌های بیش از بیست موزه عمومی از جمله موسسه هنر شیکاگو، موزه هنر بالتیمور، موزه هنر کارنگی، مرکز پمپیدو، پاریس، موزه همر، لس‌آنجلس، موزه عالی هنر، موزه هنز ونترتورr، سوئیس نگهداری می‌شوند. موزه هنر شهرستان لس آنجلس، موزه هنر متروپولیتن، نیویورک، موزه هنر مدرن فورت ورث، TX، موزه هنر مدرن، نیویورک، گالری ملی هنر، واشینگتن، دی سی، موزه هنر فیلادلفیا، موزه سانفرانسیسکو هنر مدرن، مجموعه منیل، و موزه هنر آمریکایی ویتنی.
در سال ۲۰۰۵، یک کلکسیونر اصلی آثار او، توسعه دهنده املاک و مستغلات، ادوارد آر. برویدا، ۱۷ قطعه را که ۴۰ سال از فعالیت حرفه ای او را پوشش می‌دهد، به عنوان بخشی از کمک کلی به ارزش ۵۰ میلیون دلار (۵۰۰۰۰۰۰۰ دلار) به موزه هنر مدرن اهدا کرد. به خصوص نقاشی‌های اولیه و متاخر قابل توجه بود.

## به رسمیت شناختن
- ۱۹۶۱ کمک هزینه به جلسه تابستانی دانشگاه ییل[۴۰]
- جایزه بنیاد کاساندرا در سال 1968[۴۰]
- ۱۹۷۱ و ۱۹۷۶ کمک هزینه هنری از بنیاد ملی هنر[۴۰]
- کمک هزینه تحصیلی گوگنهایم 1980[۴۱]
- ۱۹۹۶ جایزه آکادمی هنر و ادبیات آمریکا در هنر[۴۲]
- مدال نقاشی اسکوهگان در سال 1997[۴۱]
- ۱۹۹۷ جان دی و کاترین تی مک آرتور فلوشیپ[۴۱]
- ۲۰۰۰–۲۰۰۱ جایزه بنیاد هنر معاصر Coutts[۴۳]
- ۲۰۰۴ به عضویت آکادمی ملی طراحی انتخاب شد
- ۲۰۰۶ جایزه RISD Athena برای برتری در نقاشی[۴۱]
- ۲۰۰۸ جایزه ۱۰۰۰۰ دلاری کارنگی را دریافت کرد[۴۴]
- جایزه روزویتا هفتمن 2009[۴۵]
- ۲۰۰۹ جایزه همکار در هنرهای تجسمی از هنرمندان ایالات متحده[۴۶]